# Spoorlijn Luzern - Engelberg
De spoorlijn Luzern - Engelberg is een Zwitserse spoorlijn van de voormalige spoorwegonderneming Luzern-Stans-Engelbergbahn (LSE). Deze spoorlijn is een smalspoorweg met een spoorwijdte van 1000 mm (meterspoor) en verbindt Luzern met Stans en een resort nabij Engelberg. Sinds 1 januari 2005 werd de LSE samengevoegd met de SBB Brünigbahn om verder te gaan onder de naam Zentralbahn.

## Geschiedenis

### Strassenbahn Stansstad-Stans
De elektrische Strassenbahn Stansstad-Stans (StSt) startte op 26 augustus 1893 het bedrijf en bracht de vakantiegangers ook naar kerkdiensten te Stans. Als gevolg van de opening van de Stansstad-Engelberg-Bahn in 1898 verloor deze wegens concurrentie haar passagiers en werd stilgelegd op 30 september 1903.

### Stansstad-Engelberg-Bahn
In het jaar 1890 werd de concessie voor de bouw van een spoorlijn uit Stansstad naar Engelberg gegeven aan de Stansstad-Engelberg-Bahn (StEB). De opening volgde in 1898. Deze lijn was vanaf het begin geëlektrificeerd met driefasenspanning, waardoor het toen de langste elektrisch geëxploiteerde spoorlijn van Zwitserland was.
Vanwege de maximale helling van 246 ‰ op het gedeelte Grafenort – Engelberg is de spoorlijn hier voorzien van een tandradstaaf. Om te voorkomen dat het wegverkeer over de tandradstaaf moest rijden werd bij Gruenenwald een overweg gebouwd door middel van een klapbrug over de rails.
De spoorweg eindigde op dat moment in Stansstad aan het meer van Luzern. Passagiers moesten overstappen op stoomboot of bus. Voor het aansluiten van de spoorlijn met het nationale spoorwegnet in Hergiswil, waar de metersporige Brünigbahn van SBB een station had. De concessie eindigde in 1956. Het duurde echter enige tijd voordat de lijn naar Hergiswil gefinancierd kon worden. De oplossing van de problemen van de oude leningen was een nieuwe vennootschap die in 1959 werd opgericht onder de naam Elektrische Bahn Stansstad-Engelberg.

### Luzern-Stans-Engelberg-Bahn
In 1960 begon het werk aan de Loppertunnel met een lengte van 1743 meter. Op 27 augustus 1964 reed de laatste drie-fase trein naar Engelberg. Op 19 december 1964 ging de lijn verder in het leven als de Luzern-Stans-Engelberg-Bahn (LSE). De nieuwe treinstellen werden gebouwd voor dezelfde maximumsnelheid als de toenmalige Brünigbahn (75 km/h).
Op 1 januari 2005 werd de LSE samengevoegd met de SBB Brünigbahn om verder te gaan onder de naam Zentralbahn. Formeel verkocht de SBB Brünigbahn aan de LSE die betaalde met eigen aandelen. De LSE werd later Zentralbahn genoemd en 2/3 van de aandelen zijn nu in handen van SBB.

### Tunnel Engelberg
In maart 2001 werd begonnen met de bouw van de Engelbergtunnel ter vervanging van het tandradstaaftraject Grafenort – Engelberg. De tunnel heeft een helling van 105 ‰ en een lengte van 4.300 meter. De ruwbouw kwam in het voorjaar van 2006 gereed. De Tunnel Engelberg is op 7 december 2010 officieel in gebruik genomen. Sindsdien kunnen ook de nieuwe Stadler Spatz treinstellen van Zentralbahn ingezet worden op het traject Stans (CH) – Engelberg.

### Allmendtunnel
De Zentralbahn bouwde sinds 24 februari 2008 tussen Station Luzern en Station Kriens Mattenhof een twee kilometer lang dubbelsporig traject met de Allmendtunnel van 475 meter. Het traject is op 12 november 2012 in gebruik genomen en het Station Luzern Allmend/Messe is op 9 december 2012 geopend.

## Tandradsysteem
Op het traject tussen Obermatt en Engelberg maakte de StEB / LSE en later ook de Zentralbahn tot december 2010 gebruik van het tandradsysteem Riggenbach. Riggenbach is een tandradsysteem ontwikkeld door de Zwitserse constructeur en ondernemer Niklaus Riggenbach (1817-1899).

## Hoogwater 2005
Ten gevolge van hoogwater werd de spoorbaan in het laaggelegen gedeelte van de Aaschlucht tussen Obermatt en Grafenort op 22 augustus 2005 door muren, ballast en puin weggespoeld. Het hogergelegen viaduct met spoorbaan en Kantonsstrasse in Aaschlucht vlak bij Engelberg stortte in. De rails hingen vrij in de lucht en waren hierdoor niet berijdbaar. Op 15 december 2005 werd het treinverkeer hervat.

## Aansluitingen
In de volgende plaatsen is of was er een aansluiting van de volgende spoorlijnen:

### Luzern
- Bern - Luzern, spoorlijn tussen Bern en Luzern
- Luzern - Immensee, spoorlijn tussen Luzern en Immensee
- Luzern - Lenzburg, spoorlijn tussen Luzern en Lenzburg
- Zug - Luzern, spoorlijn tussen Zug en Luzern
- Olten - Luzern, spoorlijn tussen Olten en Luzern
- Luzern - Interlaken, spoorlijn tussen Luzern en Interlaken

## Elektrische tractie
Vanaf het begin in 1889 werd gebruikgemaakt van driefasenspanning, 750 volt 32 Hz. In 1964 werd de spoorlijn omgebouwd naar Brünigbahnnormen en een nieuwe bovenleiding werd gemaakt voor 15.000 volt 162/3 Hz wisselspanning.